# Pia Zebadiah Bernadet
Pia Zebadiah Bernadeth (née le 22 janvier 1989) est une joueuse de badminton indonésienne. Elle a remporté la médaille d'argent au championnat du monde de badminton par équipes mixtes 2007 et la médaille du bronze au championnat du monde de badminton par équipes mixtes 2011.
Elle est la sœur de Markis Kido et Bona Septano. 